# Il re dei Grizzlies
Il re dei Grizzlies (King of the Grizzlies) è un film western del 1970 diretto da Ron Kelly.